# Nichelino
Nichelino är en stad och kommun i storstadsregionen Turin, innan 2015 provinsen Turin, i regionen Piemonte, Italien. Kommunen hade 47 721 invånare (2017).